# Tjaša Železnik
Tjaša Železnik, slovenska televizijska voditeljica, gledališka in filmska igralka, * 6. maj 1974, Ljubljana.
Od leta 2009 je članica gledališkega ansambla MGL.

## Gledališke vloge
- David Auburn, Dokaz, 2004, Catherine
- Molière, Skopuh, 2010, Mariane
- Ödön von Horváth, Don Juan se vrne iz vojne, 2011, Razpuščeno dekle, Dama, Maska, Ženska
- Lope de Vega, Vitez čudes, 2012, Isabella
- Zinnie Harris, Dlje od najdlje, 2012, Rebecca Glass – 23, otočanka
- Eugène Ionesco, Jacques ali Podrejenost, 2012, Roberta mati

## Filmske in televizijske vloge
- Ketna za princa, 1997, Katjuša
- Črepinjice, 1997, plavolaskina sodelavka
- TV Dober dan, 1999, Ana / Fana
- Milagros, 2000
- Pavle, 2001, Marija
- Ljubljana, 2001
- Kratki stiki, 2006, Olga, Neža in Ajda
- Lajf, 2008, Tara
- Embrio, 2008
- Osebna prtljaga, 2009, Živa
- Smrkci, 2011, Grace
- Usodno vino, 2015-2017, Eva Dolinar
- Ja, Chef!, 2021-danes, Marjeta Kolmanič

## Nagrade
2004 Severjeva nagrada za vlogo Chaterine v drami Dokaz Davida Auburna, za vlogo Roberte I in II v enodejankah E. Ionesca Jacques ali Podrejenost ter Prihodnost v jajcih ali Kaj vse je treba za en svet, SLG Celje. 
2006 vesna za najboljšo glavno žensko vlogo na 9. festivalu slovenskega filma v Portorožu in Piranu za vloge Olge, Neže in Ajde v Kratkih stikih režiserja Janeza Lapajneta.